# Gartenstadt (Schwerin)
Gartenstadt ist ein Stadtteil der mecklenburg-vorpommerschen Landeshauptstadt Schwerin östlich des Ostorfer Sees und südlich des Faulen Sees.
Die Gartenstadt lag ursprünglich am östlichen Stadtrand von Schwerin. Nach den großflächigen Stadterweiterungen in den 1970er Jahren liegt sie inzwischen relativ zentral im Stadtgebiet. Die heutige Gartenstadt ist im Wesentlichen durch Wohnbebauung sowie Hochtechnologiefirmen im und im Umfeld des Technologie- und Gewerbezentrum Schwerin/Wismar (TGZ) geprägt.

## Geschichte
Name
Der Stadtteil hat seinen Namen von der Gartenstadt-Bewegung. Ziel der Gartenstadt-Bewegung war die Schaffung preisgünstigen und gesunden Wohnraums für die einfacheren Schichten der Bevölkerung.
Ostsentwicklung
Das Gelände der heutigen Gartenstadt gehörte zu Ostorf, das lange Zeit als eigenständige Gemeinde vor den Toren Schwerins lag. 
Auf dem Gebiet der Halbinsel Ostorf befand sich ein steinzeitlicher Siedlungsplatz, dessen Bewohner sich offenbar hauptsächlich vom Fischfang ernährten. Hinterlassenschaften dieser Siedler fanden sich auch am nördlichen Rand der heutigen Gartenstadt. 
Es gibt auf dem Gelände der Gartenstadt keine Hinweise auf Bebauung bis zum 17. Jahrhundert. Das Gelände, das teilweise als „Ostorfer Feld“, teilweise als „Mittelfeld“ bezeichnet wurde, wurde für Landwirtschaft und Viehhaltung genutzt. 
1651 erfolgte der Bau eines Gebäudes, das ab dem 18. Jahrhundert Püsser Katen (zuletzt bis 1979 Püsserkrug) genannt wurde. Aufgrund seiner günstigen Lage an einer Furt der Püsserbeke, eines Verbindungsbaches vom Ostorfer See in den Faulen See, und damit an den Verkehrswegen in Richtung Osten und Süden wurde das Gebäude bald als Gastwirtschaft genutzt. 
Mit der Ausdehnung der Bebauung Schwerins in östlicher Richtung wurde auch verstärkt das Gelände der Gemeinde Ostorf bebaut. 1913 erwarb die Schweriner Gartenstadt-Genossenschaft ein größeres Grundstück von der Gemeinde Ostorf. Aufgrund des Ausbruchs des Ersten Weltkriegs sowie finanzieller Schwierigkeiten verzögerte sich aber die Errichtung der geplanten Wohnhäuser. Erst nachdem Ostorf der Eingemeindung des Gartenstadt-Geländes nach Schwerin zugestimmt und die Stadt daraufhin erhebliche Finanzmittel für die Erschließung des Geländes zugesichert hatte, begann ab 1920 die planmäßige Bebauung der Gartenstadt. 
In der Folgezeit wuchs die Gartenstadt bis zum Beginn des Zweiten Weltkriegs langsam an. Den ursprünglichen Gedanken, gerade für Arbeiter und einfache Angestellte Wohnraum zu schaffen, hat die Gartenstadt nicht verwirklicht. Vielmehr wurde die Bevölkerung von  Beamten geprägt.

Südlich dieser Häuser entstanden ab 1934 die Moltke- und die Unteroffizier-Krüger-Kaserne. 
Den Zweiten Weltkrieg überstand die Schweriner Gartenstadt ohne Schäden. Zeitweise befand sich im Püsserkrug ein Lager erst für Ostarbeiter, später für internierte Italiener. Am Mittag des 2. Mai 1945 erreichten amerikanische Truppen die Gartenstadt und damit Schwerin. 
Nach Übergabe Schwerins an die Sowjetischen Streitkräfte im Juli 1945 wurden die Kasernen der Gartenstadt für diese sowie teilweise später für die Bereitschaftspolizei der DDR genutzt.
Nach dem Krieg entstanden in mehreren Bereichen der Gartenstadt Behelfsheime für Flüchtlinge, später größere Wohnbauten. 1958 wurde dort eine Schule errichtet, die 1973 zu Kindergärten umgewidmet wurde.

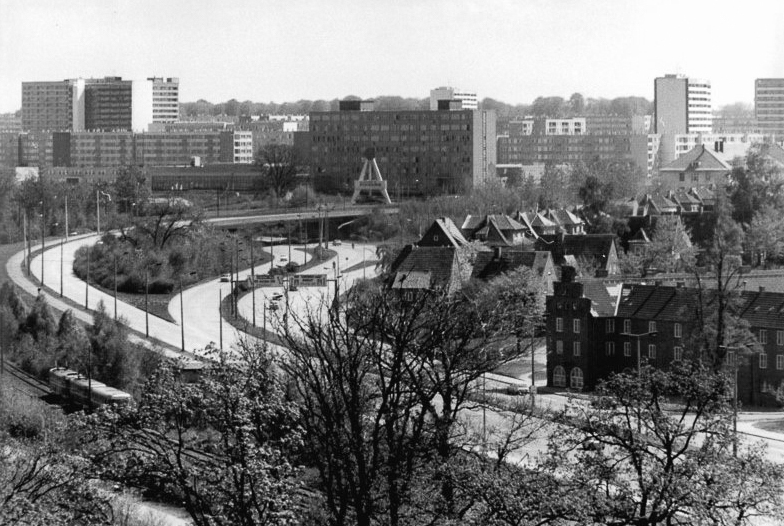
Gartenstadt im Mai 1987, im Hintergrund die Hochhäuser im Plattenbauviertel Großer Dreesch

Am 25. Juni 1984 explodierte im südlichen Teil der von den Sowjetischen Streitkräften genutzten Kasernen über einen längeren Zeitraum Panzermunition. Angeblich war ein Munitionstransporter beim Betanken in Brand geraten und hatte eine Kettenreaktion ausgelöst. Hierbei kam es insbesondere im Bereich der Kasernen zu erheblichen Zerstörungen an Gebäuden und Fahrzeugen, während die sonstige Gartenstadt nicht betroffen war. Es soll ferner Todesopfer unter den sowjetischen Kräften gegeben haben. 
Nach der Wende und dem Abzug der Sowjetischen Streitkräfte standen die inzwischen denkmalgeschützten Kasernen leer. Für eine weitere Verwendung fanden sich aufgrund des schlechten Erhaltungszustandes keine Investoren. Erst nach Aufhebung des Denkmalschutzes konnten die Kasernen, bis auf einen Teil, der bis heute von der Bereitschaftspolizei genutzt wird, abgerissen werden. Ab 2002 entstanden hier Wohnhäuser der „Neuen Gartenstadt“, deren Bauabschnitte bis 2016 fertiggestellt wurden. Es entstand ferner ein Nahversorgungszentrum. 

## Wirtschaft und Verkehr
Im Bereich der südlichen Gartenstadt wurde 1990 das Technologie- und Gewerbezentrum Schwerin/Wismar (TGZ) gegründet und in den Folgejahren erweitert. In den Firmen des TGZ sowie später ausgegründeten Firmen sind seitdem hunderte von Arbeitsplätzen entstanden, vornehmlich im Hochtechnologiebereich. Der Neubau für die Firma Trebling & Himstedt nach Plänen von Roland Schulz erhielt eine Anerkennung beim Landesbaupreis MV 2006.
Die Gartenstadt wird von mehreren Straßenbahn- und Buslinien berührt, mit denen die Innenstadt Schwerins in wenigen Minuten zu erreichen ist.